# 東海大学体育会柔道部
東海大学体育会柔道部（とうかいだいがくたいいくかいじゅうどうぶ、英語: Tokai University Judo club）は、東京学生柔道連盟に加盟している神奈川県平塚市にある東海大学の柔道部である。

## 概要
1955年6月に学生組織である学友会が発足したことに端を発し、その5年後の1960年に大学体育会として組織化された公認7団体の一つとして現在に至る。1958年に全日本学生柔道連盟に加盟。
男子は、1977年の全日本学生柔道優勝大会（学生柔道の団体戦）で初優勝し、通算21回の優勝を飾る強豪部である。女子は、1982年の全日本学生優勝大会で準優勝したのを皮切りに通算7回の準優勝、2000年の同大会で初優勝を飾り通算4回の優勝実績がある実力を持つ。